# División de Honor de balonmano 1987-88
La División de Honor de balonmano 1987-88 fue la 30.ª edición de la máxima competición de balonmano de España. Se desarrolló en dos fases, la primera constaba de un grupo de doce equipos que se enfrentaban en una liga, enfrentados todos contra todos a doble vuelta. La segunda fase contaba con dos grupos de seis equipos, el primero para disputar el título y el segundo para no descender. Esta temporada los equipos que ascendieron fueron el Villa de Avilés y el Caixa Valencia.

## Clasificación

### Primera ronda
| Pos | Equipo              | J  | G  | E | P  | Pts |
| --- | ------------------- | -- | -- | - | -- | --- |
| 1   | F.C. Barcelona      | 22 | 17 | 2 | 3  | 36  |
| 2   | Atlético de Madrid  | 22 | 15 | 1 | 6  | 31  |
| 3   | Cacaolat Granollers | 22 | 15 | 1 | 6  | 31  |
| 4   | Teka                | 22 | 12 | 3 | 7  | 27  |
| 5   | Cajamadrid          | 22 | 13 | 1 | 8  | 27  |
| 6   | Elgorriaga Bidasoa  | 22 | 12 | 2 | 8  | 26  |
| 7   | Michelín            | 22 | 11 | 3 | 8  | 25  |
| 8   | Tecnisán            | 22 | 9  | 2 | 11 | 20  |
| 9   | West Tres de Mayo   | 22 | 7  | 2 | 13 | 16  |
| 10  | Lagisa Naranco      | 22 | 5  | 3 | 14 | 13  |
| 11  | Caixa Valencia      | 22 | 3  | 0 | 19 | 6   |
| 12  | Font Vella Avilés   | 22 | 1  | 4 | 17 | 6   |

|  | Segunda ronda (título)   |
|  | Segunda ronda (descenso) |

### Segunda ronda

#### Grupo A1 por el título
| Pos | Equipo              | J  | G  | E | P  | Pts |
| --- | ------------------- | -- | -- | - | -- | --- |
| 1   | F.C. Barcelona      | 20 | 13 | 1 | 6  | 27  |
| 2   | Cajamadrid          | 20 | 12 | 0 | 8  | 24  |
| 3   | Cacaolat Granollers | 20 | 11 | 0 | 9  | 22  |
| 4   | Atlético de Madrid  | 20 | 9  | 2 | 9  | 20  |
| 5   | Teka                | 20 | 7  | 2 | 11 | 16  |
| 6   | Elgorriaga Bidasoa  | 20 | 4  | 3 | 13 | 11  |

#### Grupo A2 por la permanencia
| Pos | Equipo            | J  | G  | E | P  | Pts |
| --- | ----------------- | -- | -- | - | -- | --- |
| 1   | Lagisa Naranco    | 20 | 13 | 2 | 5  | 28  |
| 2   | Michelín          | 20 | 11 | 2 | 7  | 24  |
| 3   | Tecnisán          | 20 | 9  | 2 | 9  | 20  |
| 4   | West Tres de Mayo | 20 | 9  | 2 | 9  | 20  |
| 5   | Caixa Valencia    | 20 | 9  | 1 | 10 | 19  |
| 6   | Font Vella Avilés | 20 | 3  | 3 | 14 | 9   |

|  | Promoción |